# A Revolta dos Pastéis de Nata
A Revolta dos Pastéis de Nata foi um talk-show televisivo português de stand-up comedy, em estilo de late-night show, emitido na 2: nas noites de sexta-feira único e inovador no país na altura. 
Apresentado por Luís Filipe Borges, uma das revelações de entre os colunistas do diário "A Capital", que, para além dos seus próprios textos humorísticos, comandava a emissão, gerindo o tempo entre os diversos convidados e os sketches de humor. O programa contava semanalmente com a presença de convidados distintos.
O programa também contava com  um tema específico para cada emissão. Em discussão estavam assuntos abordados de forma singular que pretendiam "descodificar" o carácter comportamental dos portugueses. Contributo importante era o de dois convidados, semanalmente diferentes, que o apresentador entrevistava em estúdio: cada um com posições antagónicas sobre o tema em discussão. O tema da primeira emissão foi "A pose à doutor é fundamental para ter sucesso em Portugal?" O mote de cada programa servia também para a realização de muitos dos momentos de humor apresentados ao longo da emissão. Além disso, no programa era feita uma resenha da actualidade semanal fazendo sobressair, através de um olhar crítico e irónico, o que de mais importante acontecia em Portugal e no mundo. A Revolta dos Pastéis de Nata foi uma ideia original criada para a 2:, assegurada por uma produtora independente, a Videomedia.
Este programa contou com temporadas emitidas entre 13 de Maio de 2005 e 28 de Dezembro de 2006.